# Renato Miele
Renato Miele (Roma, 25 ottobre 1957) è un avvocato, dirigente sportivo ed ex calciatore italiano, di ruolo difensore, fondatore e presidente dell'A.S.D. Vigor Mellis.

## Carriera

### Giocatore

#### Brindisi, Pisa, Spal, Catania, Lazio, Triestina
Cresce nella Lazio. Dopo aver militato in Serie C con il Brindisi ove conquista la maglia della Nazionale Italiana di serie C, gioca per quattro stagioni in Serie B con le maglie di Pisa, Spal, Catania e Lazio, e due stagioni in serie A con la Lazio. Chiude la carriera in serie B con la Triestina.
Totalizza poi 16 presenze in Serie A con la Lazio nella stagione 1983-84 (esordio in massima serie il 18 settembre 1983, in occasione del successo interno per 3-0 contro l'Inter), dopo aver contribuito alla promozione dalla B nell'anno precedente.
Nella stagione 1985-86 ottiene le sue ultime 3 presenze in B (per complessive 120 presenze e 4 reti in carriera fra i cadetti) con la maglia della Triestina

### Dirigente e allenatore
Nel 2008 e 2009 cura il settore giovanile (Allievi Fascia B) della società sportiva dilettantistica romana A.S.D. Petriana Calcio. Al termine della stagione calcistica 2009/2010 decide di lasciare la Petriana, al fine di fondare una nuova società dilettantistica, l'A.S.D. Vigor Mellis. Oltre ad occupare la carica di presidente onorario e consulente, ha allenato anche le squadre giovanili come gli Allievi e i Juniores.

## L'avvocatura
Si laurea in giurisprudenza durante la sua attività calcistica con la Lazio in Serie A. Cresce professionalmente nello studio del padre Angelo Miele, da oltre 58 anni noto penalista in Roma, specializzato in esecuzione penale ed autore di articoli e testi giuridici. È anche nipote di magistrato.
Difensore nel processo della strage di Ustica. Difensore di Arcadio Spinozzi, quale parte civile nei processi penali Gea e Calciopoli.
Giudice sportivo e procuratore capo del C.I.P. (Comitato Italiano Paralimpico)
Dal 2015 al 2018 è membro del collegio interfederale di garanzia del CIP (Comitato Italiano Paralimpico)

## Ulteriori attività svolte
- Ideatore ed organizzatore del “I Centro di allenamento per Calciatori professionisti senza contratto” per conto dell'Associazione Italiana Calciatori e con il patrocinio della FIGC. Iniziativa proseguita dall'AIC ancora oggi e idea imitata nel tempo a livello internazionale.
- Opinionista nella trasmissione televisiva Meeting (Teleroma 56) dal 1986 al 2013, dal 2014 opinionista nella trasmissione "Quelli di Meeting" (Gold Tv), a Radio e Tv Lazio Style,  oltre che ospite in trasmissioni RAI, radio e TV private dal 1983.
- Direttore della società di servizi International Meeting srl dal 1988 al 1990. Organizzazione del concerto Dalla e Morandi in Trani, ideatore, organizzatore e promotore della maratona "Siciliarcheologica", e "Romaprovincia con Voi" negli anni 90.
- Giudice sportivo e procuratore capo del C.I.P. (Comitato Italiano Paralimpico, già Federazione Italiana Sport Disabili) dal 1992 al 2006. Nel 2001 riceve l'incarico per la riforma e redazione del regolamento di giustizia sportiva della federazione suddetta.
- Autore di articoli di stampa di attualità, giustizia e sport, pubblicati in particolare su giornali e riviste come Il Foro Romano, L'Avanti!, Lazialità ed Opinione.
- Articoli ed interviste su Corriere della Sera, La Repubblica, Il Messaggero, Il Tempo, Corriere dello Sport - Stadio, La Gazzetta dello Sport, Tuttosport ed altri.
- Difensore nel processo penale di Ustica. Difensore di Arcadio Spinozzi, quale parte civile nei processi penali Gea e Calciopoli.

## Palmarès

### Giocatore

#### Competizioni giovanili
- Campionato nazionale Dante Berretti: 1

Lazio: 1976-1977